# Nemes Marcell-díj
Nemes Marcell-díj és Nemes Marcell ösztöndíj fiatal képzőművészek támogatására tett alapítvány. Működött 1920-1949 közt.
Az 1920. március 12-én megalapított Szinyei Merse Pál Társaság egyik alapító tagja volt Nemes Marcell. A társaságon belül jelentős összegű alapítványt tett. A Nemes–alapítvány fedezte a társaság minden évben kiadott tájképfestészeti díját, s az arra érdemes fiatalok külföldi utazási ösztöndíját. A Nemes-alapítvány keretéből még jóval Nemes Marcell halála (1930) után is, egészen az 1940-es évek végéig számos magyar fiatal képzőművész részesült.

## Nemes Marcell-díjban részesültek
- Aba-Novák Vilmos (1925)
- Adler Miklós (1933)
- Barcsay Jenő (1925)
- Barczó Endre (1928)
- Boldizsár István
- Borbereki-Kovács Zoltán
- Bornemisza Géza
- Breznay József (1942)
- Burghardt Rezső (1927)
- Csabai Kálmán (1938)
- Csánky Dénes (1926)
- Cziráki Lajos (1940)
- Deli Antal (1922)
- Derkovits Gyula (1932)
- Dési Huber István (1944)
- Diener Dénes Rudolf (1937)
- Domján József (1942)
- Ecsődi Ákos
- Egry József (1926)
- Elekfy Jenő
- Emőd Aurél (1925)
- Éder Gyula
- Farkas István (1938)
- Farkas Lajos (1940)
- Farkasházy Miklós
- Förster Dénes (1923)
- Gábor Marianne (1939)
- Hincz Gyula
- Hrabéczy Ernő (1943)
- Iván Szilárd (1937)
- Jálics Ernő (1925)
- Jávor Pál (1910)
- Jeges Ernő (1922)
- Kacziány Ödön (1909)
- Kalivoda Kata
- Kádár Béla (1912)
- Kolbe Mihály (1933)
- Kun István (1938)
- Matzon Frigyes (1932)
- Mattioni Eszter
- Márffy Ödön (1931)
- Miháltz Pál (1946)
- Mohácsi Regős Ferenc
- Nádasdy János (1931)
- Nagy Béla (két alkalommal, 1940-es évek)
- Novotny Emil Róbert (1942)
- Ősz Dénes
- Paizs Goebel Jenő (1928)
- Patkó Károly (1923)
- Pekáry István (1932)
- Polóny Elemér (1939)
- Pólya Iván (1935)
- Ráfael Győző Viktor (1921)
- Rozgonyi László (1926)
- Simon Béla (1934)
- Szentiványi Lajos (1946)
- Szin György (1934)
- Szobotka Imre (1930)
- Tallós Ilona (1941)
- Uhrig Zsigmond
- Varga Nándor Lajos (1925)
- Vass Elemér (1936)
- Vörös Béla (1925)
- Vörös Géza